# Byrjutjyjs fyr
Byrjutjyjs fyr (ukrainska: Маяк Бирючий) är en fyr på sydspetsen av halvön Byrjutjyj i Cherson oblast i Ukraina, 
15 kilometer sydost om Henitjesk. 
Fyrplatsen anlades 1878 men på grund av det Rysk-turkiska kriget tändes fyren först den 21 oktober 1882. 
Fyren förstördes under andra världskriget och ersattes med ett  30 meter högt åttakantigt torn av tegel med en lanternin på toppen år 1957. Elektriciteten till fyrlyktan kom från en dieseldriven generator. År 1993 anslöts fyren, som den sista vid Azovska sjön, till ström från fastlandet.  Sedan 2018 drivs den av  solpaneler.
Fyren står inne i Azov-Syvasj nationalpark och kan endast nås med båt.